# Adam Tønsberg
Adam Tønsberg (født 14. august 1967) er en dansk tidligere skuespiller. Han medvirkede i to filmatiseringer af Bjarne Reuter-romaner i 1980'erne, men har siden ikke spillet skuespil.
Adam Tønsberg er søn af Niels Steffen Henriksen og skuespillerinde Marianne Tønsberg. I 1991 blev han gift med Berit Cecilie Brix. Parret blev skilt i 1996. Sammen har de sønnerne Christian Adam Tønsberg og Peter Alexander Tønsberg. Han har taget en international forretningsuddannelse, MBA, og fik derpå job som produktchef på Carlsberg.

## Filmografi
- 1984 – Tro, håb og kærlighed som Bjørn
- 1983 – Zappa som Bjørn